# Saison 1984-1985 du Football Club de Sète
Chronologie
Saison précédente Saison suivante
La saison 1984-1985 du FC Sète est la quinzième saison du club héraultais en deuxième division du championnat de France et la deuxième consécutive. Après une saison à encourageante pour un promu, l'objectif du club est de continuer à progresser pour obtenir rapidement son maintien dans le championnat.
Yves Herbet, entraîneur de 39 ans, est à la tête du staff sétois avec pour mission de faire progresser le club afin de se stabiliser à ce niveau. Le club va stagner durant toute la saison dans le ventre mou du classement sans jamais avoir réellement était inquiété quant à la relégation.
Les sétois participent également à la Coupe de France, où ils échouent en seizième de finale face au FC Nantes.

## Compétitions

### Championnat
La saison 1984-1985 de Division 2 est la quarante-sixième édition du championnat de France de football de deuxième division. La division est divisée en deux groupes au sein desquels s'oppose dix-huit clubs en une série de trente-quatre rencontres. Les deux meilleurs de chaque groupe sont promus en Division 1 alors que les deuxièmes et troisièmes s'affrontent lors de barrages à l'issue de la saison. Les trois derniers de chaque groupe sont relégués en Division 3. Le FC Sète participe à cette compétition pour la quinzième fois de son histoire et la deuxième fois consécutive.

### Coupe de France
La coupe de France 1984-1985 est la 68e édition de la coupe de France, une compétition à élimination directe mettant aux prises les clubs de football amateurs et professionnels à travers la France métropolitaine et les DOM-TOM. Elle est organisée par la FFF et ses ligues régionales.

### Matchs officiels de la saison
Le tableau ci-dessous retrace les rencontres officielles jouées par le Football Club de Sète durant la saison. Les buteurs sont accompagnés d'une indication sur la minute de jeu où est marqué le but et, pour certaines réalisations, sur sa nature (penalty ou contre son camp).
| Compétition     | Débute au tour | Place ou tour final | Matches joués | Gagnés | Nuls | Perdus | Buts pour | Buts contre | Différence |
| Division 2      | -              | 10e (Gr. B)         | 34            | 12     | 8    | 14     | 48        | 59          | -11        |
| Coupe de France | -              | 1/16e de finale     | 4             | 2      | 0    | 2      | 6         | 9           | -3         |
| Total           | -              | -                   | 38            | 14     | 8    | 16     | 54        | 68          | -14        |

## Joueurs et encadrement technique

### Encadrement technique
Yves Herbet est l’entraîneur du club lors de cette saison. Ce ancien milieu de terrain, originaire de l'est de la France fait ses classes en tant que joueur dans des clubs comme le Stade de Reims ou l'AS Nancy-Lorraine avant de finir sa carrière dans le sud. Il commence sa carrière d’entraîneur au FC Martigues, puis passe au Havre AC avant de signer au FC Sète en 1983.

### Statistiques individuelles
| Joueur           | Total |
| Willi Kiefer     | 16    |
| Jean-Marc Schaer | 9     |
| André Wiss       | 9     |
| Jean-Luc Vinuesa | 4     |
| Andro Cano       | 4     |
| Michel Estevan   | 3     |
| Frédéric Goffin  | 2     |
| Frédéric Alcaraz | 1     |
| Jean Diaz        | 1     |